# Eugenios Pentorets
Eugenios Pentorets, znany także jako Gievgkeni Pentorets (gr. Ευγένιος Πέντορετς; ur. 17 listopada 1981) – grecki zapaśnik walczący w stylu klasycznym. Zajął 24. miejsce na mistrzostwach świata w 2009. Dziewiąty na mistrzostwach Europy w 2016. Złoty medalista igrzysk śródziemnomorskich w 2009 i wicemistrz śródziemnomorski w 2012. Plażowy mistrz świata w 2012 roku.